# Paramyia triangularis
Paramyia triangularis är en tvåvingeart som beskrevs av Papp 2001. Paramyia triangularis ingår i släktet Paramyia och familjen sprickflugor.
Artens utbredningsområde är Indonesien. Inga underarter finns listade i Catalogue of Life.